# Arte Struktura
Arte Struktura Olaszországban, Milánóban működő kortárs művészeti galéria és egyesület, az olaszországi MADI művészeti mozgalom székhelye és archívuma.

## Története
A kezdetben hagyományos arcélű galériát Anna Canali alapította 1972-ben. A futurizmusért rajongó, lelkes ifjú galerista célja az volt, hogy kiállítási teret adjon és támogatókat szerezzen fiatal tehetségeknek. Akár a helyi hatóságokkal is szembeszállva, a Biffi gyárosait maga mellé állítva kórházakban, gyárakban, városi hivatalokban állított ki.
1978-ban Carlo Belloli művészettörténésszel együttműködve pontosította a galéria irányvonalát, melyet ekkortól a konstruktivizmus, a konkretizmus és a cine-vizualizmus (film-fotó-vizualizmus) határozott meg. A galériában Sonia és Robert Delaunay, Marcel Cahn, Nicolay Diulgherof, Aldo Galli, Max Huber, Franco Grignani állított ki.
Az 1980-as években a galéria által kiadott könyvek és szitamappák Európában és Amerikában is keresettekké váltak. A galéria kapcsolatrendszere számos országra (Belgium, Franciaország, Görögország, Jugoszlávia, Nagy-Britannia, Németország, Magyarország, Románia, Spanyolország, Törökország, USA, Új-Mexikó) kiterjedt.
Az 1990-es évek elejétől a galéria irányításába Canali testvérei, Edda, Leonardo és Miriam is bekapcsolódtak. 
Napjainkban a galéria mintegy 300 európai művésszel tart a kapcsolatot. Szervező-, kiállító- és szerkesztő-tevékenysége nemzetközi elismertségű, a kortárs művészet egyik nemzetközi központja. A galéria fő célja a plasztikus, absztrakt, tárgynélküli művészet bemutatása, különös tekintettel a MADI-ra.

## Az Arte Struktura és a MADI
1991-ben Canali a galériát székhelyül ajánlotta fel a Salvador Presta által alapított olasz MADI számára. Canali az Arte Struktura Egyesület elnöke, egyben az olasz nemzetközi MADI mozgalom titkára lett.
Canali a MADI-ról így ír: »A kozmopolitizmus és a nonfiguratív „konstruktív művészet” mint feloldhatatlan kettősség jelenik meg, szinte úgy, mint egy kölcsönös létszükséglet. A MADI tökéletesen kifejezi ezt a viszonyt, úgy idomulva hozzá, mint egy laboratórium, ahol az ötleteket bizonyos módon művészi formába öntik. Az alkotótevékenységet csak szabadon, humánusan lehet végezni. Nem szabad szigorúan követni a törvényeket és az előírásokat, hanem elengedhetetlen bizonyos rugalmasság a formák és az anyagok használatában.«
Az Arte Struktura Magyarországon a Saxon-Szász János és Dárdai Zsuzsa által vezetett Nemzetközi Mobil MADI Múzeummal tart intézményes kapcsolatot. A galéria tevékenységével és általában az olasz MADI mozgalommal a MADI art periodical No3-as száma foglalkozott.